# Cerithium litteratum
Cerithium litteratum is een slakkensoort uit de familie van de Cerithiidae. De wetenschappelijke naam van de soort werd voor het eerst geldig gepubliceerd in 1778 door Born als Murex litteratus.